# Liga Nacional Independiente
La Liga Nacional Independiente (LNI) fue una nucleación política fundada el 14 de mayo de 1928, entre cuyos miembros principales figuraban Juan Stefanich, Adriano Irala, Manuel Bedoya, Diógenes R. Ortúzar, Juan José Manzoni, Luis E. Migone, Francisco Esculides y varios intelectuales más.

## Historia
Anteriormente los mismos estaban reunidos en la elaboración y publicación de un diario denominado La Nación, aparecido en 1926, que años más tarde sería el órgano periodístico de la LNI. Su primer director fue Adriano Irala. El diario se caracterizó por ser un medio bien escrito y con una excelente dirección, al comienzo sus campañas fueron serenas, juiciosas pero muy valientes. La Nación consiguió el respeto de la opinión pública y atrajo la simpatía de los núcleos juveniles.
La Liga Nacional Independiente siempre adoptó una postura combatiente en especial durante los trágicos sucesos del 23 de octubre de 1931 en donde jóvenes estudiantes fueron en protesta contra el gobierno liberal por la indefensión del chaco paraguayo así como dando su apoyo a Rafael Franco, estos fueron cruelmente disparados frente al palacio de gobierno por agentes del orden público. En esos acontecimientos los integrantes de la LNI tuvieron una activa participación, defendiendo y pronunciándose en contra del atentado y a favor de la causa heroica.
La inevitable Guerra del Chaco al año siguiente puso un paréntesis en sus actividades de política interna; más nuevamente, apenas terminada esta, La Nación lanzase nuevamente a la lidia, pero esta vez ya bajo la dirección de Juan Stefanich, ya que a Adriano Irala lo había llevado el conflicto bélico.
Las campañas del diario en esta nueva etapa se caracterizaron con una identidad más crítica y bien opositora hacia el partido del poder ejecutivo.
Probablemente en el año 1930 dan a publicación un documento de 29 páginas titulado: "La nueva política; acta-programa de constitución de la Liga Nacional Independiente y memoria del presidente del Consejo Directivo"
La LNI tenía la idea de consolidarse institucionalmente como un partido político pero el fuerte bipartidismo y otras cuestiones de la época lo imposibilitaron, sin embargo, desde sus comienzos uno de su principal programa, estudio y proyecto de la LNI era reformar la Constitución liberal de 1870 
Inmediatamente luego en la posguerra se advino la Revolución de Febrero en donde la LNI fue parte del gobierno de Rafael Franco, quien posicionó a su principal dirigente Juan Stefanich en el Ministerio de Relaciones Exteriores. Con esto la LNI comenzó su fusión con el Febrerismo, que tiempo más tarde luego de varios procesos y evoluciones, formaría el Partido Revolucionario Febrerista, fundado durante el exilio en Buenos Aires, Argentina, el 11 de diciembre de 1951, siendo este miembro pleno de la Internacional Socialista.

## Líderes
- Adriano Irala de 1928 a 1933
- Juan Stefanich de 1933 a 1936